# Camponotus sericeus
Camponotus sericeus là một loài kiến đục gỗ, thuộc chi Camponotus. Chúng dùng nước bọt làm mềm gỗ rồi đục vào bên trong. Trong thời kì thức ăn khan hiếm, chúng dùng nước bọt chuyển hóa xenluloze thành protein hoặc ăn bất cứ thứ gì chuyển động

## Các phân loài
- Camponotus sericeus euchrous Santschi, 1926
- Camponotus sericeus peguensis Emery, 1895
- Camponotus sericeus sanguiniceps Donisthorpe, 1942
- Camponotus sericeus sulgeri Santschi, 1913